# Companhia Energética de Brasília
A Companhia Energética de Brasília (CEB) é uma holding brasileira controladora de empresas de energia elétrica atuantes no Centro-Oeste do Brasil.

## Histórico

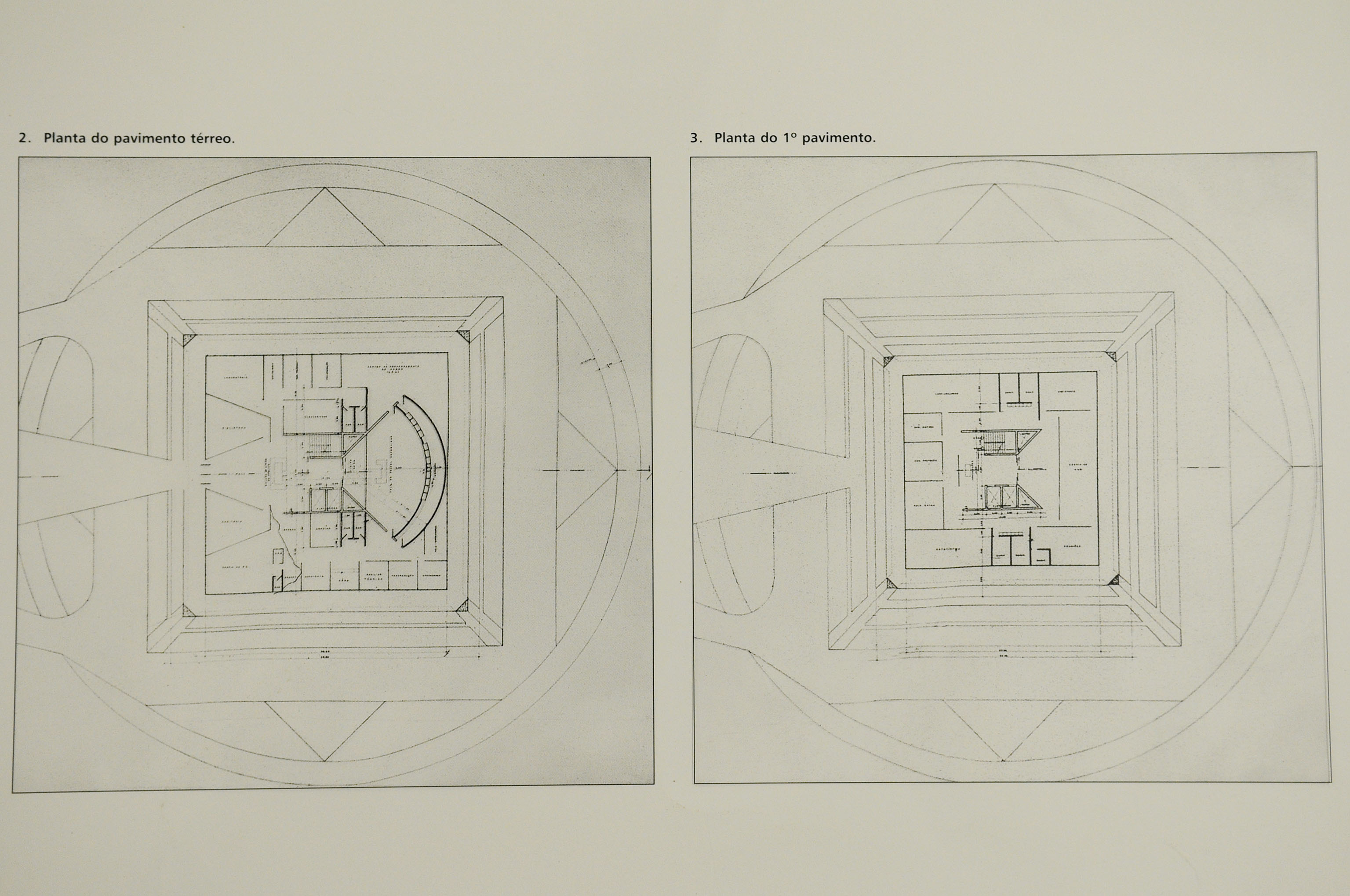
Planta da Pirâmide da CEB, edifício que foi sede da empresa até 2012, projeto do arquiteto Gladson da Rocha (Acervo: Arquivo Público do Distrito Federal).

A CEB é originária do Departamento de Força e Luz da Novacap, foi criada em 16 de dezembro de 1968 como Companhia Elétrica de Brasília. Empresa de economia mista, em 1993 alterou o nome "elétrica" para "energética", passou também a distribuir gás canalizado e outras fontes de energia. Atualmente é uma holding composta por oito empresas.

## Empresas da CEB

### CEB Geração
A CEB Geração foi criada no ano de 2000 tem por objetivo a geração e comercialização de energia produzida pela Usina Hidrelétrica do Paranoá.
Além da usina do Paranoá, a CEB tem participação nas Usinas de Lajeado, Corumbá III, Corumbá IV e Queimado, num total de 708 MW.

### CEB Lajeado
A CEB Lajeado é empresa de participação da CEB na geração e a comercialização de Energia Elétrica produzida pela Usina Hidrelétrica Luiz Eduardo Magalhães (19,8%). A CEB Lajeado é uma parceria entre CEB (59,93%) e Eletrobras (40,07%).

### Serviços
- CEB Iluminação Pública

A CEB Iluminação Pública é a área responsável pela manutenção e expansão da infraestrutura de iluminação em todo Distrito Federal.

### CEB Participações
A CEBPar tem como finalidade comprar e vender participações acionárias ou cotas de outras empresas energéticas, de telecomunicações e de transmissão de dados.
Entre essas participações está a Usina Hidrelétrica de Queimado, um consórcio entre CEMIG (82,5%) e CEB (17,5%) e na Corumbá Concessões.

### Companhia Brasiliense de Gás
A Companhia Brasiliense de Gás (CEBGAS), constituída em 20 de março de 2001, é uma sociedade por ações de Economia Mista, com a finalidade de distribuir gás combustível canalizado, com exclusividade, a todo o Distrito Federal. A Termogás detém 75% de participação enquanto a CEB possui 25% das ações totais. A CEB detém 56,25% das ações ordinárias da companhia.

## Privatização da CEB Distribuição
No início da década de 2010, por falta de investimento da empresa na rede de distribuição de energia, ocorreram diversos apagões em todo o Distrito Federal e Entorno onde a CEB serve. Por isso, no mesmo ano, sofreu críticas públicas do então Ministro das Minas e Energia, Edison Lobão. Para comemoração do aniversário da CEB, a Empresa Brasileira de Correios e Telégrafos (ECT) criou o selo de 45 anos.
Em 04 de dezembro de 2020, foi adquirida pela Neoenergia, empresa que controla a Elektro, a Celpe, a Cosern e a Coelba e é subsidiária da Iberdrola no Brasil. A aquisição foi realizada em um leilão da B3 e a Neoenergia ofereceu o valor de R$ 2,5 bilhões de reais, quando o valor mínimo para a venda era de R$ 1,4 bilhão de reais.
O contrato formalizando o processo de privatização foi assinado em 2 de março de 2021 pelo governador Ibaneis Rocha e o CEO do grupo Neoenergia, Mario Ruiz-Tagle Larrain. Durante a cerimônia de assinatura, o representante do grupo Neoenergia afirmou que não havia plano de demissão de servidores.

### Mudança de nome
Em 21 de abril de 2021, passou a se chamar Neoenergia Brasília.

### Reajustes tarifários
A ANEEL define anualmente os reajustes tarifários para as distribuidoras de energia elétrica no Brasil.
| A partir de           | Reajuste tarifário | Reajuste tarifário            | Reajuste tarifário           | Reajuste tarifário |
| A partir de           | Baixa tensão B1    | Baixa tensão (reajuste médio) | Alta tensão (reajuste médio) | Efeito médio       |
| --------------------- | ------------------ | ----------------------------- | ---------------------------- | ------------------ |
| 26 de agosto de 2010  |                    | + 6,35%                       |                              | + 6,66%            |
| 26 de agosto de 2013  | + 5,75%            | + 5,94%                       | + 6,43%                      | + 6,10%            |
| 26 de agosto de 2014  | +18,08%            | +18,38%                       | +19,90%                      | +18,88%            |
| 22 de outubro de 2016 | + 4,61%            | + 4,62%                       | + 1,04%                      | + 3,42%            |
| 22 de outubro de 2017 | + 6,86%            | + 6,84%                       | + 8,46%                      | + 7,35%            |
| 22 de outubro de 2018 | + 6,15%            | + 6,18%                       | + 7,31%                      | + 6,50%            |
| 22 de outubro de 2019 | - 7,05%            | - 6,91%                       | - 6,52%                      | - 6,79%            |
| 22 de outubro de 2020 | - 0,64%            | - 0,49%                       | + 2,14%                      | + 0,27%            |